# Église de Saint-Sauveur-de-Givre-en-Mai
L'église paroissiale de Saint-Sauveur-de-Givre-en-Mai ou église de la Trinité de Saint-Sauveur-de-Givre-en-Mai est une église catholique des XIIe et XVe siècles, située à Saint-Sauveur-de-Givre-en-Mai (commune associée de Bressuire), en France.

## Localisation
L'église est située dans le département français des Deux-Sèvres, à l'est de la ville de Bressuire.

## Historique
L'église date du dernier quart du XIIe siècle et du XVe siècle.
L'édifice est inscrit au titre des monuments historiques en 1978.